# Lingue visayane

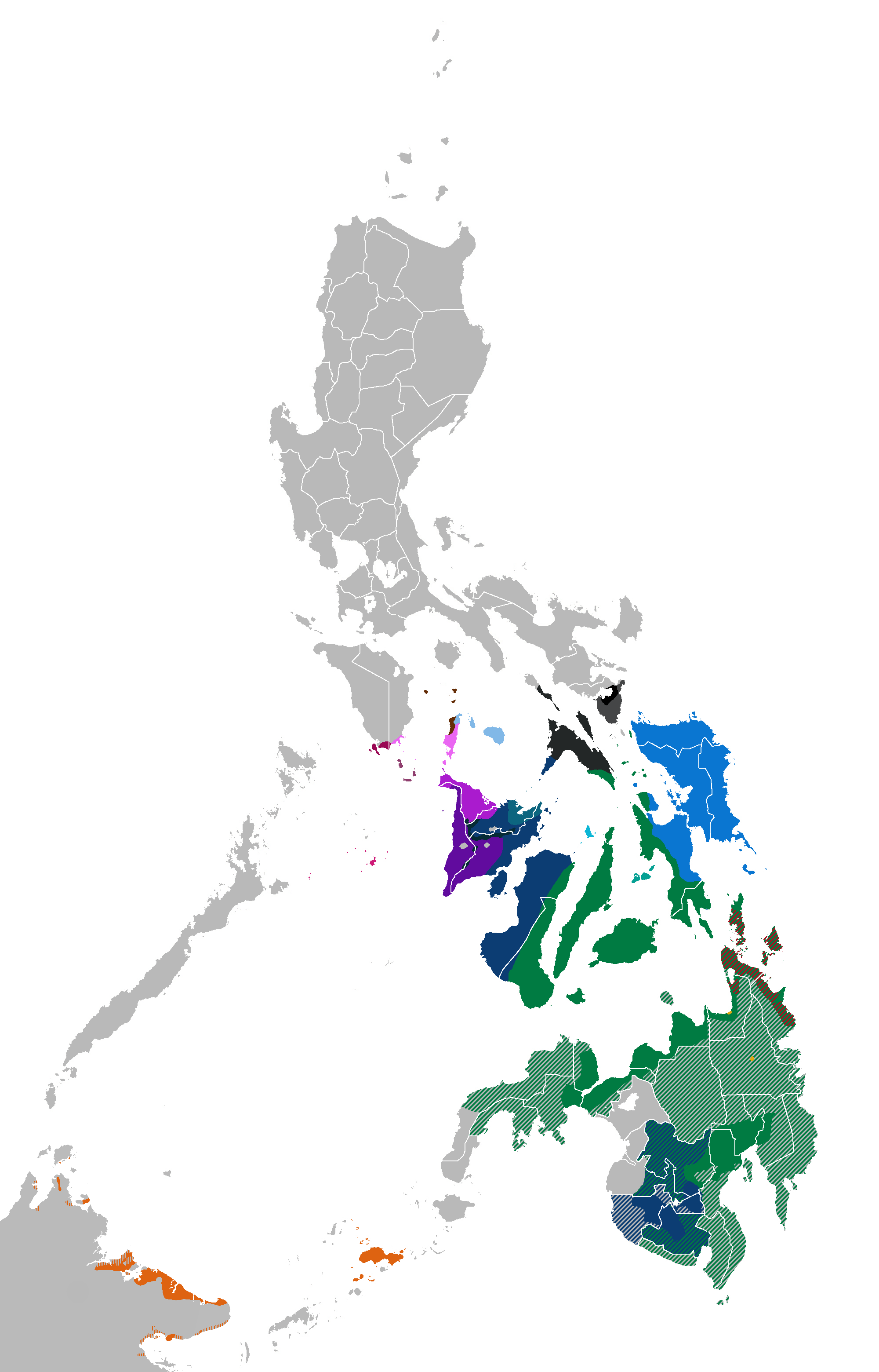
Luoghi in cui si parlano le lingue visayane (in verde il cebuano, il blu il waray

Le lingue visayane  (in filippino: Bisaya) sono un gruppo di lingue parlate nelle Filippine, in particolare  vengono collocate nella famiglia linguistica delle  Lingue filippine centrali.
La maggior parte  delle lingue visayane  sono parlate nell'arcipelago delle  Visayas ma vengono parlate anche nella regione di Bicol, un gruppo di  isole a sud di Luzon (in particolare nella Provincia di Masbate), nell'area di Mindanao e nella Provincia di Sulu a sud-ovest di Mindanao. Anche molti cittadini di  Manila parlano lingue appartenenti a questo gruppo.
Le lingue della famiglia Visayan col maggior numero di locutori sono: il Cebuano, parlata da quasi 16 milioni di persone, la Lingua hiligaynon, parlata da circa 6 milioni ed il Waray-Waray parlata da 3 milioni di persone soprattutto nella zona orientale delle Visayas.

## Classificazioni

### Classificazione secondo Ethnologue
Secondo Ethnologue il gruppo è formato da 25 lingue  così sottoclassificate (tra parentesi tonda il numero di lingue del sottogruppo, tra parentesi quadra il codice di classificazione ISO 639-3):
- - Banton (1)
  - Bantoanon [bno]
- - Cebuan (1)
  - Cebuano [ceb]

- - Centrali (12)
  - Bantayanon [bfx]
  - - Periferiche (5)
    - Ati [atk]
    - Capiznon [cps]
    - Hiligaynon [hil]
    - Masbatenyo [msb]
    - Porohanon [prh]

  - - Romblon (1)
    - Romblomanon [rol]

  - - Warayan (5)
    - Baybayanon [bvy]
    - Kinabalian [cbw]
    - Sorsoganon, Northern [bks]
    - - Gubat (1)
      - Sorsoganon, Southern [srv]

    - - Samar-Waray (1)
      - Waray-Waray [war]
- - Meridionali (4)
  - Surigaonon [sgd]
  - Tandaganon [tgn]
  - - Butuan-Tausug (2)
    - Butuanon [btw]
    - Tausug [tsg]
- - Occidentali (7)
  - Caluyanun [clu]
  - - Aklan (2)
    - Inakeanon [akl]
    - Malaynon [mlz]

  - - Kinarayan (1)
    - Kinaray-a [krj]

  - - Kuyan (2)
    - Cuyonon [cyo]
    - Ratagnon [btn]

  - - Centro-Settentrionali (1)
    - Inonhan [loc]

### Classificazione secondo Zorc
David Zorc fornisce la seguente classificazione interna per le Lingue visayane  (Zorc 1977:32).
Individua 5 rami principali nella famiglia: Meridionali, Cebuan, Centrali, Banton ed Occidentali, tuttavia Zorc pensa che la famiglia Visayana sia da considerare più un continuum dialettale che un vero insieme di linguaggi distinguibili.
In totale ha individuato 36 varietà linguistiche che sono rappresentate di seguito
(le lingue sono indicate in corsivo)
- Visayan
  - 1. Meridionali (parlaei nella zona orientale di  Mindanao)
    - Butuan-Tausug
      - Tausug
      - Butuanon

    - Surigao
      - Surigaonon
      - Lingua Kamayo

  - 2. Cebuan (parlate a Cebu, Bohol, Siquijor, Visayas centrali, Leyte, Mindanao  e sulle  isole Negros)
    - Cebuan
      - Cebuano
      - Boholano

  - 3. Centrali (parlate nella regione di  Visayan)
    - Warayan
      - Waray-Waray
      - Gubat (Sud Sorsogon)
      - Masbate Sorsogon
      - Baybayanon
      - Kinabalian

    - Periferiche
      - Masbateño
      - Hiligaynon (Ilonggo)
      - Lingua bantayanon
      - Capiznon
      - Porohanon
      - Ati

    - Romblon 
      - Romblomanon

  - 4. Banton (parlate nella provincial di  Romblon)
    -       - Bantoanon

  - 5. Occidentali
    - Aklan (parlate anorthern Panay)
      - Inakeanon/Malaynon
      - Aklanon

    - Kinarayan 
      - Kinaray-a (parlate a Panay)

    - Nord-Centrali (parlate sulle isole Tablas e nel sud di Mindoro)
      - Inonhan simile alla Kinarayan)

    - Kuyan (parlate nell'arcipelago delle  Panay e Romblon e nel sud di Mindoro)
      - Ratagnon
      - Cuyonon

    - Caluyanon
      - Caluyanon

## Ricostruzione
David Zorc ha cercato di ricostruire la lingua  Proto-Visayan, giungendo alla conclusione che aveva 15 consonanti e  4 vocali   (Zorc 1977:201).
|               |               | Bilabiale | Dentale | Palatale | Velare | Glottale |
| ------------- | ------------- | --------- | ------- | -------- | ------ | -------- |
| Occlusiva     | Muta          | p         | t       |          | k      | ʔ        |
| Occlusiva     | Sonora        | b         | d       |          | ɡ      |          |
| Nasale        | Nasale        | m         | n       |          | ŋ      |          |
| Fricativa     | Fricativa     |           | s       |          |        | h        |
| Laterale      | Laterale      |           | l       |          |        |          |
| Approssimante | Approssimante | w         |         | j        |        |          |

|        |        | Anteriore | Anteriore | Centrale | Centrale | Posteriore | Posteriore |
| ------ | ------ | --------- | --------- | -------- | -------- | ---------- | ---------- |
| Chiusa | Chiusa | i /i/     | i /i/     |          |          | u /u/      | u /u/      |
| Media  | Media  |           |           | ə /ə/    | ə /ə/    |            |            |
| Aperta | Aperta |           |           | a /a/    | a /a/    |            |            |